# Chata na Kotaři
Chata na Kotaři (d. Gřundělova chata) – górskie schronisko turystyczne w Beskidzie Morawsko-Śląskim w Czechach. Obiekt położony jest na wysokości 795 m n.p.m. na północno-zachodnich zboczach Lipí (902 m n.p.m.) w pasmie Ropicy, w granicach administracyjnych Ligotki Kameralnej (Komorní Lhotka).

## Historia
Zainteresowanie utworzeniem obiektu turystycznego w tym rejonie sięga przełomu XIX i XX wieku, kiedy to zamiar taki miał oddział Beskidenvereinu z Raciborza. Ostatecznie do budowy nie doszło. Do 1927 roku istniała tu gospoda, prowadzona przez niejakiego Pavla, którą jednak strawił pożar. Obecny obiekt powstał w latach 1936-1937 jako inwestycja górnika Ignáca Gřunděla z Ostrawy. Od jego nazwiska schronisko nosiło nazwę Gřundělova chata. Obiekt przetrwał II wojnę światową. W 1998 roku ponownie powrócił w ręce rodziny Gřunděl.

## Warunki
Obiekt dysponuje 27 miejscami noclegowymi w pokojach 5, 6, 7 i 9-osobowych z umywalkami. Węzeł sanitarny znajduje się na korytarzu. Schronisko świadczy wyżywienie w formie bufetu.

## Szlaki turystyczne
- Dobratice pod Prašivou – Chata Prašivá – Chata na Kotaři – Ropiczka (918 m n.p.m.) – Velký Lipový (999 m n.p.m.) – Ropica (1082 m n.p.m.) – Kolářova chata Slavíč - Úspolka (przyst. aut)
- Morawka (przyst. aut) – Chata na Kotaři – Ligotka Kameralna – Gnojnik st. kol.